# ジョシュ・シャピロ
ジョシュア・デヴィッド・シャピロ（Joshua David Shapiro, 1973年1月20日 - ）は、アメリカ合衆国の政治家。第48代ペンシルベニア州知事。民主党所属。
ペンシルベニア州下院議員（4期）、モンゴメリー郡委員会委員（2期）、第50代ペンシルベニア州司法長官などを歴任した。

## 経歴

### 生い立ち
ミズーリ州カンザスシティに生まれ、ペンシルベニア州モンゴメリー郡アッパー・ダブリン・タウンシップで育つ。ペンシルベニア州メリオン・ステーションにあったアキバ・ヘブライ・アカデミー（現：ジャック・M・バラック・ヘブライ・アカデミー）に進学し、最終学年にはバスケットボールチームでキャプテンの一人に選ばれた。
ロチェスター大学で政治学を専攻し、1992年にはロチェスター大学の学生会長に選出された最初の新入生となった。大学卒業後、キャピトルヒル自治区で働きながらジョージタウン大学ロー・センターに夜間学生として入学し、2002年に法務博士号を取得した。

### 連邦議員秘書
ロチェスター大学を卒業後、ワシントンD.C.に移り、上院議員カール・レヴィンの立法補佐官として政界でのキャリアをスタートさせる。その後、下院議員ピーター・ドイチュの上級顧問、上院議員ロバート・トリチェリの上級顧問を務めた。トリチェリの上級顧問時代は北朝鮮への訪問を含む中東とアジアの外交ツアーを計画した。
1999年から2003年までは、ペンシルベニア州モンゴメリー郡の一部を選挙区とする下院議員ジョー・ホッフェルの首席補佐官を務めた。

### ペンシルベニア州下院議員

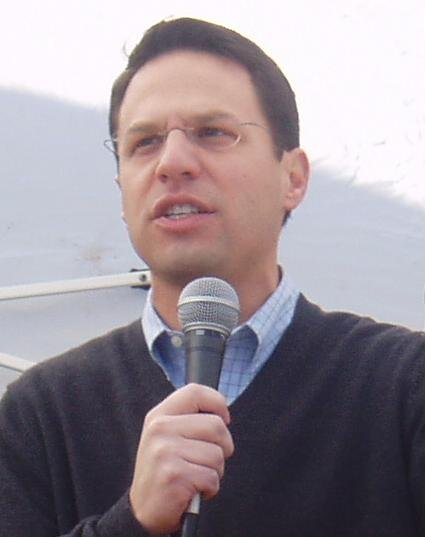
2009年

2004年、ペンシルベニア州議会下院議員選挙に第153選挙区から立候補し、元州下院議員の共和党候補ジョン・D・フォックスと対決する。選挙戦当初は世論調査で後れを取っていたが、1万軒の家を戸別訪問して教育予算の増額と医療アクセスの改善を訴え、最終的には10ポイントの差をつけて当選した。2006年・2008年・2010年の選挙でも再選を果たす。
州下院では超党派の合意形成を導く議員として評判を築き、共和党議員のデニス・オブライエンが下院議長に選出された際には下院副議長に指名されている。
2008年アメリカ合衆国大統領選挙では当時上院議員だったバラク・オバマへの支持を早々に公言した。これは、民主党予備選挙でヒラリー・クリントンを支持したペンシルベニア州の大多数の民主党関係者とは対照的な動きだった。

### モンゴメリー郡委員
2011年にモンゴメリー郡委員会の委員に選出され、2012年から2016年までは委員長を務めた。
委員長時代は社会福祉と行政改革に積極的に取り組み、シャピロの在任期間中、委員会で唯一の共和党員だったブルース・カスターからも「私が知る限り最高の郡委員」「合意形成が非常に上手」と評された。
2015年4月、州知事のトム・ウルフからペンシルベニア州犯罪・非行対策委員長に任命された。

### ペンシルベニア州司法長官
2016年1月、ペンシルベニア州司法長官選挙への立候補を表明する。バラク・オバマやヒラリー・クリントン、前ニューヨーク市長マイケル・ブルームバーグらの支持を得て民主党予備選挙を勝ち抜き、11月の本選では共和党候補の州上院議員ジョン・ラファティ・ジュニアを得票率51.3%の僅差で破って当選した。
2020年にも共和党候補のヘザー・ハイデルボーを50.9%の得票率で破って再選を果たした。この時の得票数はペンシルベニア州史上最多の3,461,472票で、同時に執行された2020年アメリカ合衆国大統領選挙でのジョー・バイデンのペンシルベニア州での得票数を上回った。
2021年7月、イスラエル占領地からの事業の撤退を決めたベン&ジェリーズを「反ユダヤ主義に根差している」と批判し、同社に対してペンシルベニア州の反ボイコット法を適用するよう提案した。

### ペンシルベニア州知事

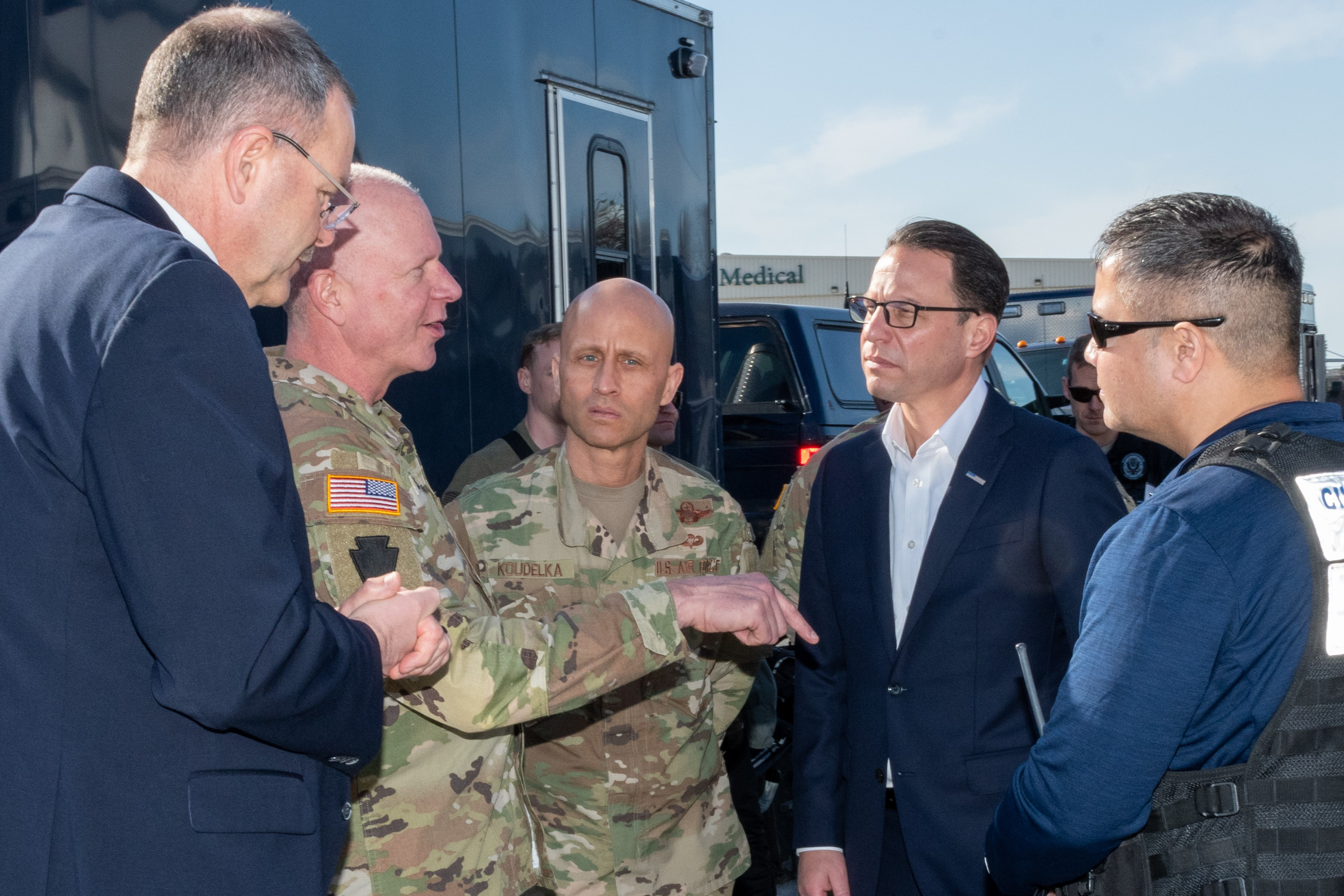
ハリスバーグ国際空港でペンシルベニア州州兵と面会するシャピロ（2023年2月）

2021年10月13日、翌年のペンシルベニア州知事選挙への立候補を表明した。2022年1月、シャピロ陣営は1,340万ドルの選挙資金を集めたと報告したが、これは選挙の年の候補者としては記録的な額と評された。民主党予備選挙では対立候補は現れず、2022年5月17日に党の指名を獲得する。 
州知事トム・ウルフや元州知事エド・レンデル、州上院議員アンソニー・H・ウィリアムズらの支持を得て、2022年11月8日の本選では共和党候補のダグ・マストリアーノとの争いを14％以上の得票率の差で制す。フィラデルフィア市やモンゴメリー郡を含む17の選挙区で勝利を収めた。
2023年1月17日に就任を宣誓し、ミルトン・シャップ（1971年 - 1979年）とエド・レンデル（2003年 - 2011年）に次ぐペンシルベニア州史上3人目のユダヤ人知事となった。X世代の人物としては初めてのペンシルベニア州知事となった。

#### 人事
州知事就任にあたって、これまで自らの選挙対策本部長を務めてきたダナ・フリッツを首席補佐官に指名し、長年の側近であるマイク・ヴェレブを州立法担当長官に任命した。2023年9月27日、ヴェレブは理由を明らかにせずに辞職した。
9月28日、同年3月に女性職員がヴェレブによるセクシャルハラスメントを州雇用機会均等局に告発していたことが発覚する。告発後も数か月間にわたってヴェレブが職に留まっていたことに批判の声が上がったが、シャピロは州政府の対応を擁護した上で、疑惑をめぐる調査が進行中だと説明した。自身が疑惑を事前に把握していたかについては言及を避けた。

#### 経済
2023年、ペンシルベニア州の最低賃金を時給7.25ドルから15ドルに引き上げ、法人税を2026年までに8.99%から4.99%に引き下げることを提案した。S&P グローバル・レーティング、フィッチ・レーティングス、ムーディーズ・インベスターズ・サービスによると、2023年末までにペンシルベニア州の信用格付はAA-からAAに上昇した。
さらにペンシルベニア州の労働力の拡大にも注力し、州知事就任の翌日、州政府職の92%で4年制大学の学位要件を撤廃する州知事令に署名した。7月31日には、新規雇用者の職業訓練のための助成金を企業・団体に支給する「州労働力変革プログラム（CWTP）」の導入を命じた。8月には州警察士官候補生の大卒要件を撤廃し、2024年3月にはペンシルベニア州の労働協約（PLA）の適用を増やす州知事令を出した。

#### 運輸・交通
2023年2月、隣接するオハイオ州で有害化学物質を積んだ列車の脱線事故が発生した際には、ノーフォーク・サザン鉄道がペンシルベニア州当局に連絡を取らなかったことを非難し、鉄道会社に対して列車のより高度なブレーキ装置の必要性を再検討するよう求めた。

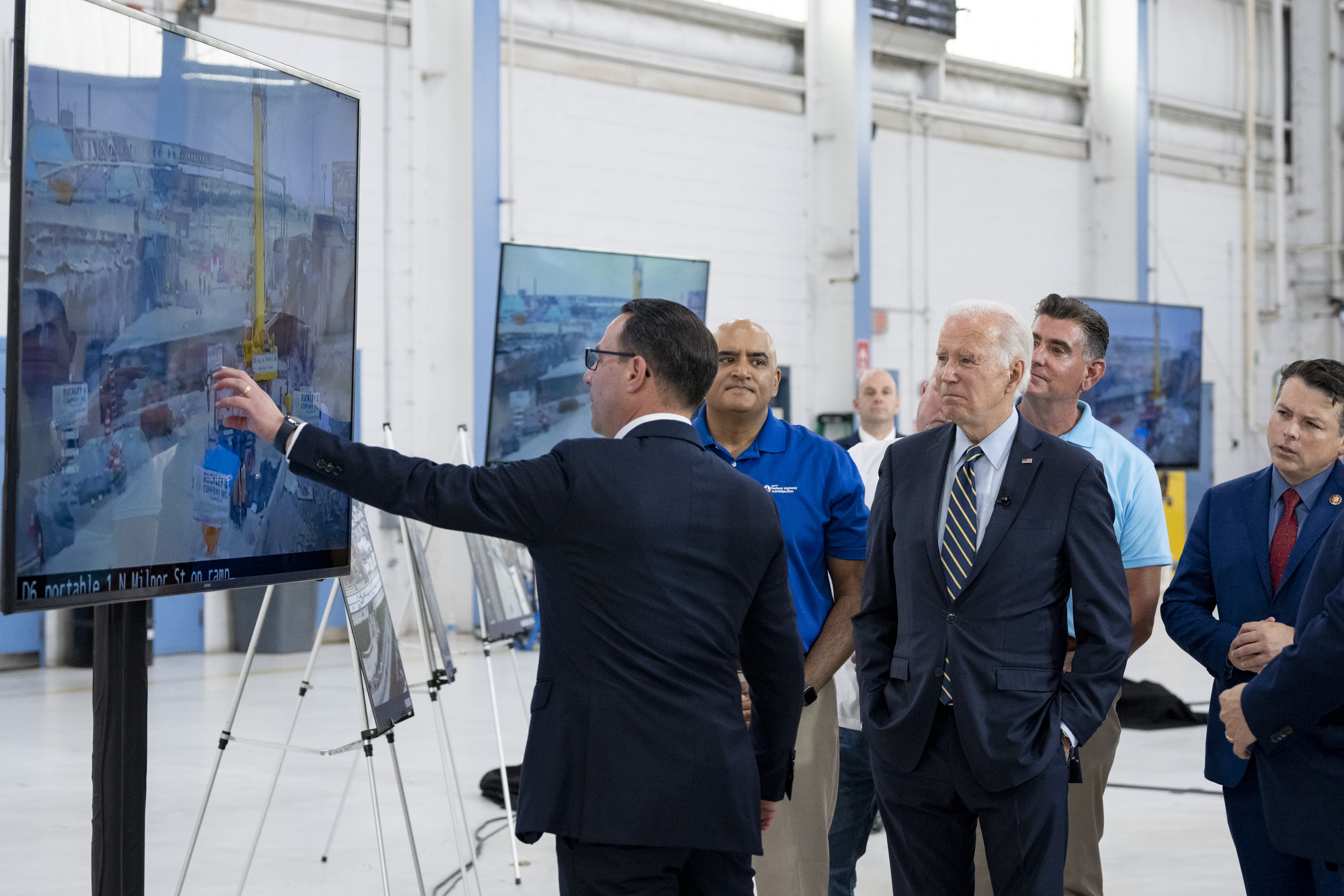
アメリカ合衆国大統領ジョー・バイデンに州間高速道路95号線崩落の詳細を説明するシャピロ（2023年8月）

2023年6月11日、フィラデルフィアで州間高速道路95号線の一部が崩落すると、「災害緊急事態宣言」を発令し、州緊急事態管理局・州運輸局・州警察がリソースを用いて対応に当たることを許可した。州知事の強いリーダーシップの下、州間高速道路95号線の崩落部分は2週間足らずで再建され、その対応は全米から称賛された。アメリカ合衆国大統領ジョー・バイデンからは「素晴らしい仕事をした」と評価され、フィラデルフィア市議会共和党院内総務ブライアン・J・オニールからも「これ以上ない対処だった」と感謝された。クイニピアック大学の世論調査では州全体の有権者の74％が州知事の危機対応を支持している。

#### 教育
2023年7月、共和党が提案する教育バウチャー施策への強固な支持を表明する。この施策は子どもを私立学校や宗教学校に通わせる家庭のために1億ドルの予算を充てるというものだった。公教育の重視を訴える下院民主党の反発を受けて支持を撤回し、2024年の州議会では公立学校の運営に前年度比14％増の11億ドルを支出する予算案を提案した。
2024年度の高等教育をめぐっては、州議会上下両院幹部との数週間にわたる交渉の末、学生への財政援助として前年度比33%の増額となる約1億4,400万ドルの予算を計上した。さらに州高等教育委員会を新設し、委員会の下部機関の評議会で州立大学への資金提供基準を作成することを明らかにした。

#### パレスチナ・イスラエル戦争
2023年12月、フィラデルフィアのイスラエル料理店前で親パレスチナ派による抗議デモが起きた際には、デモの参加者を「露骨な反ユダヤ主義」と非難した。このレストランの経営者は、パレスチナ・イスラエル戦争でイスラエル軍を支援する団体に収益を寄付していた。さらに「レストランが標的にされた理由は、経営者がユダヤ人でイスラエル人だったからだ。この憎悪と偏見は歴史の暗黒時代を思い起こさせる」と指摘した上で、レストランの経営者に支援を申し出たことを明らかにした。
2024年4月にペンシルベニア州内の大学のキャンパスでイスラエルへの抗議活動が起こると、各大学に対して「秩序を回復」するよう繰り返し要求した。4月24日には抗議活動の参加者を「KKKの衣装を着てアフリカ系アメリカ人について発言する人々」になぞらえて非難した。5月9日、学生の安全を理由にペンシルベニア大学構内の抗議キャンプの撤去を要求する。5月10日には警察が抗議キャンプを撤去し、33人が逮捕されるに至った。5月11日、抗議活動の参加者を「人種差別の言葉を叫ぶ白人至上主義者」になぞらえて重ねて非難した。
2024年5月、州政府の行動規範を改定し、職員による「スキャンダラスまたは不名誉な」言動の禁止を命じた。5月8日に行政局長名義で送信された職員向けの電子メールでは、ソーシャルメディアへの投稿やボイコット運動を含むあらゆる言動が処罰の対象となることが説明された。この命令を受け、パレスチナ・イスラエル戦争をめぐって州知事と異なる意見を持つ職員が処罰されるのではないかとの懸念が広がり、アメリカ自由人権協会ペンシルベニア州支部の法律顧問からも言論の自由への侵害だとの声が上がった。

#### ドナルド・トランプ暗殺未遂事件
2024年7月13日にペンシルベニア州バトラーで発生したドナルド・トランプ暗殺未遂事件をめぐっては、流れ弾に当たって死亡した男性を「集会で家族を守るために飛び込んでいった」「ヒーローとして亡くなった」と称賛し、敬意を表して州全土で半旗を掲げるよう命じた。

#### 2024年大統領選挙
2024年8月、大統領選挙の民主党推定候補であるカマラ・ハリスから副大統領候補の最終候補者の一人に選ばれ、ハリスとの面談を行ったが副大統領候補者に選ばれることはなかった。

## 評価
2024年5月にフィラデルフィア・インクワイアラー、ニューヨーク・タイムズ、シエナ・カレッジが共同で実施した世論調査によると、ペンシルベニア州民の57％が州知事としてのシャピロのリーダーシップを支持している。政党別では民主党支持者の77%、共和党支持者の42%、無党派層の39%がシャピロの仕事ぶりを高く評価した。シャピロはあらゆる人種や学歴の州民から広く人気を集めており、2024年アメリカ合衆国大統領選挙で共和党のドナルド・トランプに投票予定の有権者のうち35%もシャピロを支持している。
フランクリン・アンド・マーシャル大学世論調査センター所長のバーウッド・ヨーストは「人々はシャピロを物事を成し遂げようとする穏健で常識的な民主党員だと考えている」と分析し、民主党幹部の間でもシャピロの評判は芳しいと解説している。

## 私生活
アキバ・ヘブライ・アカデミー（現：ジャック・M・バラック・ヘブライ・アカデミー）に通っていた9年生の時、のちに妻となるロリと出会った。大学卒業後、二人ともワシントンD.C.に住んでいた時に再会する。1997年にエルサレムでプロポーズし、その年の5月25日に結婚した。
二人の間には4人の子どもがおり、ペンシルベニア州ハリスバーグの知事公邸に住んでいる。
シャピロはユダヤ教の戒律を守る保守派ユダヤ教徒である。